# Ceniów
Ceniów – wieś na Ukrainie w rejonie tarnopolskim należącym do obwodu tarnopolskiego.
W II Rzeczypospolitej miejscowość w powiecie brzeżańskim województwa tarnopolskiego.
W 1944 r. nacjonaliści ukraińscy z OUN-UPA zamordowali tutaj 5 Polaków.
W Ceniowie urodził się Wacław Jaxa-Aksentowicz (1889–1924).